# Longyang
För andra betydelser, se Longyang (olika betydelser).
Longyang är ett stadsdistrikt och säte för stadsfullmäktige i Baoshan i Yunnan-provinsen i sydvästra Kina.